# 耿武
耿武（？—191年），字文威，東漢末期的人物。據史書記載，耿武是韓馥部將，任長史。

## 生平
在韓馥企圖讓冀州於袁紹時，曾和別駕閔純及治中李歷等人一同勸諫韓馥，被喝退。後因在袁紹將來到冀州時抗拒袁紹而被袁紹殺害。

## 外部連結
- 《後漢書·卷七十四上·袁紹劉表列傳第六十四上》 （页面存档备份，存于）
- 《資治通鑒·卷第六十》 （页面存档备份，存于）